# رولاند لوروا
رولاند لوروا (بالفرنسية: Roland Leroy) هو صحفي وسياسي فرنسي، ولد في 4 مايو 1926 في فرنسا، وتوفي في 25 فبراير 2019 في فرنسا. حزبياً، نشط في الحزب الشيوعي الفرنسي (1940 – 2019). وقد انتخب نائب فرنسي عن دائرة دائرة السان البحرية خلال فترته النيابية ‏ (2 أبريل 1986 – 14 مايو 1988) وانتخب نائب فرنسي عن دائرة الدائرة الثالثة من للسان البحرية ‏ خلال فترته النيابية ‏ (3 أبريل 1967 – 22 مايو 1981) وانتخب نائب فرنسي عن دائرة السين البحرية خلال فترته النيابية ‏ (2 يناير 1956 – 8 ديسمبر 1958).